# Idea fumana
Idea fumana är en fjärilsart som beskrevs av Jean Baptiste Boisduval 1848. Idea fumana ingår i släktet Idea och familjen praktfjärilar. Inga underarter finns listade i Catalogue of Life.